# Научно-исследовательский и проектно-технологический институт электроугольных изделий
«Научно-исследовательский и проектно-технологический институт электроугольных изделий» (ОАО «НИИЭИ», ранее — ФГУП «НИИЭИ», Всесоюзный научно-исследовательский и проектно-технологический институт электроугольных изделий (ВНИИЭИ), Филиал ВНИИЭМ, Кудиновский филиал в составе Всесоюзного НИИ при заводе «Электроугли») — научно-исследовательский институт, специализирующийся на проведении фундаментальных и прикладных научных исследований по созданию, разработке и производству электроугольных изделий и химических источников тока (ХИТ) для вооружения, военной, специальной и гражданской техники.
Входит в состав холдинговой компании «Росэлектроника» Государственной корпорации «Ростех».

## История предприятия
ОАО «НИИЭИ» создано в 1946 году как Кудиновский филиал в составе Всесоюзного НИИ при заводе «Электроугли». С 1946 по 1950 годы в лабораториях института были созданы щётки для авиационных машин, позволившие поднять потолок полета самолетов с 6 до 12 километров.
В 1957 году Кудиновский филиал НИИЭИ по инициативе Министерства электротехнической промышленности был подчинён Всесоюзному НИИ электромеханики и получил название «Филиал ВНИИЭМ»..
В 1960-х годах при участии специалистов ВНИИЭИ для удаления воды и минеральных солей из нефти разработаны деэмульгаторы дипроксамин 157-65М, проксанол 305-50, проксамин 385-50, реапон 4В и полиэтоксамин. В этот период ВНИИЭИ разработаны металлокерамические микрощётки, которые полностью обеспечили потребности предприятий СССР в комплектации кораблей военно-морского флота и обитаемых космических аппаратов, включая корабль «Восток», пилотируемый Ю. А. Гагариным.
В 1963 году работники липецкого завода ОАО «Прожекторные угли» совместно с учёными НИИЭИ разработали и успешно освоили производство электрощёток для машин общепромышленного назначения.
В 1967 году «Филиал ВНИИЭМ» был преобразован во Всесоюзный научно-исследовательский и проектно-технологический институт электроугольных изделий (ВНИИЭИ).
В начале 1970-х годов институтом создается обширная номенклатура новых марок щеток для электрооборудования для различных сфер народного хозяйства, включая транспорт и морской флот, черную металлургию, авиационно-космическую технику, оборудование для электростанций, бытовые приборы и электроинструменты. В 1970-х годах предприятием разработаны электрощётки для сверхзвуковых перехватчиков и бомбардировщиков, позволившие поднять потолок полета до 25 км и выше.
С 1994 года НИИЭИ становится единственным производителем щеток и щеточных групп для всех типов авиационной техники гражданского и военного назначения в Российской Федерации.

## Финансовые показатели
В 2013 году чистая прибыль ОАО «НИИЭИ» составила 7,97 млн руб., что на 28,7 % меньше показателя прибыли за 2012 год. Выручка компании сократилась на 16,58 % до 225,15 млн руб. Прибыль до налогообложения сократилась до 10,85 млн руб. по сравнению с 15,21 млн руб. в 2012 году.

## Выпускаемая продукция

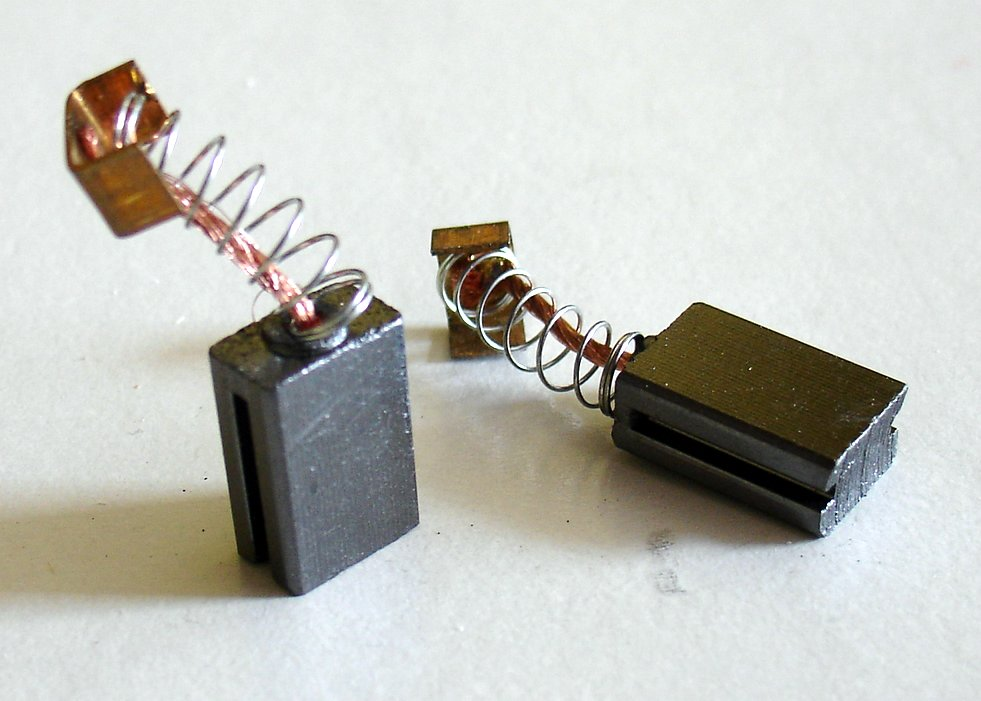
графитовые щетки электродвигателя

- Электроугольные изделия для комплекса Тополь-М[10]
- Щетки электрических машин
- Химические источники тока и изделия для них
- Графитовые электроды
- Высокотемпературная изоляция
- Изделия порошковой металлургии
- Фтористый углерод

## Инновационные разработки
В 2014 году предприятие разработало «умную» форму для военных нужд, оснащенную компьютером, кольцевыми нагревателями магистральных сосудов из углеродного волокна и датчиками температуры, и позволяющую регулировать температуру тела в сложных климатических условиях Российской Федерации.
В этом же году институт впервые в России завершил разработку технологии российского наноструктурированного углеродного анодного материала для литий-ионных аккумуляторов c высокими емкостными ресурсными характеристиками. Инновационные разработки предприятия по этому направлению позволили создать опытные образцы литий-ионных аккумуляторов, предназначенные для использования в серии космических аппаратов Глонасс-К. В рамках международной научно-практической конференции «Спец-подвижная радиосвязь-2014» ОАО «НИИЭИ» также были представлены специально разработанные для нужд МВД России литий-ионные накопители энергии.